# Il passaggio del Reno
Il passaggio del Reno è un film del 1960 diretto da André Cayatte.

## Trama
Durante la seconda guerra mondiale, due prigionieri francesi sono inviati come braccianti in un villaggio tedesco.

## Riconoscimenti
- 1960 - Mostra internazionale d'arte cinematografica
  - Leone d'oro al miglior film